# 召平 (陳勝)
召平 （?—?），又作邵平，廣陵（今江蘇揚州市）人。秦末軍事人物。
秦末陳勝、吳廣發動大澤之變時，召平是陳勝的部將，起兵攻擊廣陵，沒有能夠攻克，秦軍追來。召平聽說陳勝被秦國少府章邯擊退，不知去向，當時項梁在江東起兵，于是召平就渡過長江，矯陳勝詔，拜項梁為楚國上柱國。并勸項梁立即渡江向西攻擊秦軍。